# Dinko Šimunović
Dinko Šimunović (Knin, 1. rujna 1873. – Zagreb, 3. kolovoza 1933.), hrvatski književnik i učitelj.

## Životopis
Rođen je 1. rujna 1873. godine u Kninu. Završio je učiteljsku školu 1892. u Arbanasima te radio kao učitelj u Hrvacama (1892. – 1900.) i u Dicmu (1901. – 1909.), te do umirovljenja 1927. u Obrtničkoj školi u Splitu. 1929. godine se seli u Zagreb. Pozornost kritike privukao je nedovršenom pripoviješću "Mrkodol" (1905.) u zadarskom Lovoru, a ubrzo se uvrstio u vodeće noveliste hrvatske moderne. 
Svoje novelističke radove objedinio je u zbirkama "Mrkodol" (1909.), Đerdan (1914.), Sa Krke i sa Cetine (1930.). Posmrtno je objavljena i zbirka Posmrtne novele (1936.). Zanimljivo je kako su u Šimunovićevim djelima glavni junaci pretežito žene (Rudica, Duga, Đerdan, Muljika itd.). Najpoznatije pripovijetke su mu Muljika (1906.), Duga (1907.) te Alkar (1908.). Godina 1911. i 1923. napisao je dva romana – Tuđinac i Porodica Vinčić te 1918. tiskao dijelove nedovršenog romana Beskućnici. Umro je u Zagrebu 3. kolovoza 1933. godine.
Njegova proza iz Dalmatinske zagore impresivna je i slikovita s jakim epskim i tananim lirskim portretima. Pojedine Šimunovićeve novele vrhunska su ostvarenja u hrvatskoj književnosti. Idealnim spojem narodnoga i umjetnoga, za čim je gotovo uzalud težila starija hrvatska pripovijetka, ostvario je posve osebujan tip novele koji u najboljim primjercima čuva trajnu svježinu.

## Poznata djela (izbor)
- "Mrkodol"
- "Đerdan"
- "Mladost"
- "Alkar"
- "Tuđinac"
- "Porodica Vinčić"
- "Duga"
- "S Krke i Cetine"
- "Muljika"
- "Kukavica"

## Vanjske poveznice

### Sestrinski projekti
|  | Wikizvor ima izvorni tekst Dinko Šimunović            |
|  | Wikicitati imaju zbirke citata o temi Dinko Šimunović |

### Mrežna mjesta
- LZMK / Hrvatska enciklopedija: Šimunović, Dinko